# Villars-Epeney
Villars-Epeney je obec v západní (frankofonní) části Švýcarska, v kantonu Vaud, v okrese Jura-Nord vaudois. V roce 2018 žilo v obci 100 obyvatel.

## Poloha
Obec je situována jižně od Neuchatelského jezera. Sousedí s obcemi Cheseaux-Noréaz, Cuarny a Yvonand.

## Demografie
V roce 2000 hovořilo 98,0 % obyvatel obce francouzsky. Ke švýcarské reformované církvi se ve stejném roce hlásilo 62,0 % obyvatel, k církvi římskokatolické 30,0 % obyvatel.